# جون باركر (سياسي أمريكي، مواليد 1970)
جون باركر (بالإنجليزية: John Parker)‏ هو سياسي أمريكي، ولد في 29 ديسمبر 1970 في غريت فولز في الولايات المتحدة. نشط حزبياً في الحزب الديمقراطي. وقد انتخب عضو مجلس نواب مونتانا (2002 – ).